# Xatrí
Xatrí (en (ucraïnès): Шатри) és un poble de la República Autònoma de Crimea a Ucraïna, que el 2014 tenia 97 habitants. Pertany al districte rural de Krasnoperekopsk.